# Baszta Giedymina
Baszta Giedymina (lit. Gedimino pilies bokštas) – baszta zachodnia Zamku Górnego w Wilnie, który wzniesiono w stylu gotyckim na Górze Giedymina w 1409 za panowania księcia Witolda (dlatego wiązanie wieży z Giedyminem nie jest ścisłe). Murowany zamek zastąpił drewnianą warownię, która istniała w XIV wieku za panowania Giedymina. W roku 1419 zamek spłonął, lecz został odbudowany. Od czasów Aleksandra Jagiellończyka w Zamku Górnym mieściła się ludwisarnia, a w lochach więzienie. Zygmunt II August odnowił zamek, w którym umieścił swoją bibliotekę. W latach 1655–1661 zamek okupowali Rosjanie. Z biegiem czasu warownia popadła w ruinę. Do naszych czasów zachowała się jedynie wieża, zwaną Basztą Giedymina. W 1830 na ocalałym zrębie baszty zbudowano drewnianą nadbudówkę na telegraf optyczny, którą usunięto około 1930 roku. W latach 1938–1939 polscy konserwatorzy zabezpieczyli wieżę w celu przeprowadzenia renowacji i odtworzyli trzecią murowaną kondygnację. W dniu 20 września 1939 roku Rosjanie zrzucili z wieży polską flagę i pozwolili 27 października wywiesić zamiast niej flagę litewską. Około godziny 11 w dniu 13 lipca 1944 roku po operacji Ostra Brama, w trakcie której wypędzono Niemców z Wilna, żołnierze AK pchor. Jerzy Jensz „Krepdeszyn” i kpr. Artur Rychter „Zan”, zawiesili na wieży biało-czerwoną flagę, którą jednak szybko usunęli nowi okupanci, wywieszając flagę sowiecką. W trakcie działań wojennych częściowo zniszczona została najwyższa, trzecia, kondygnacja. W czasach Litewskiej SRR kolejny remont wieży przeprowadzono w latach 1948–1950. Od 1990 roku na szczycie wieży powiewa flaga niepodległej Litwy.

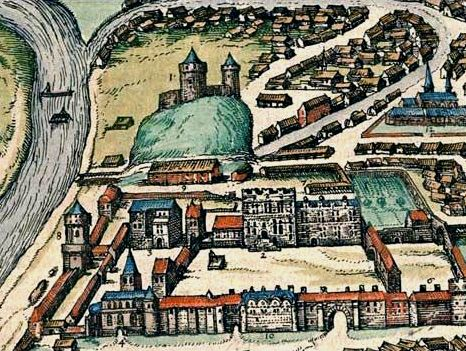
1581
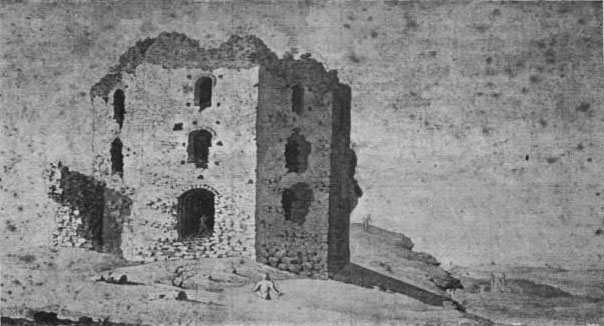
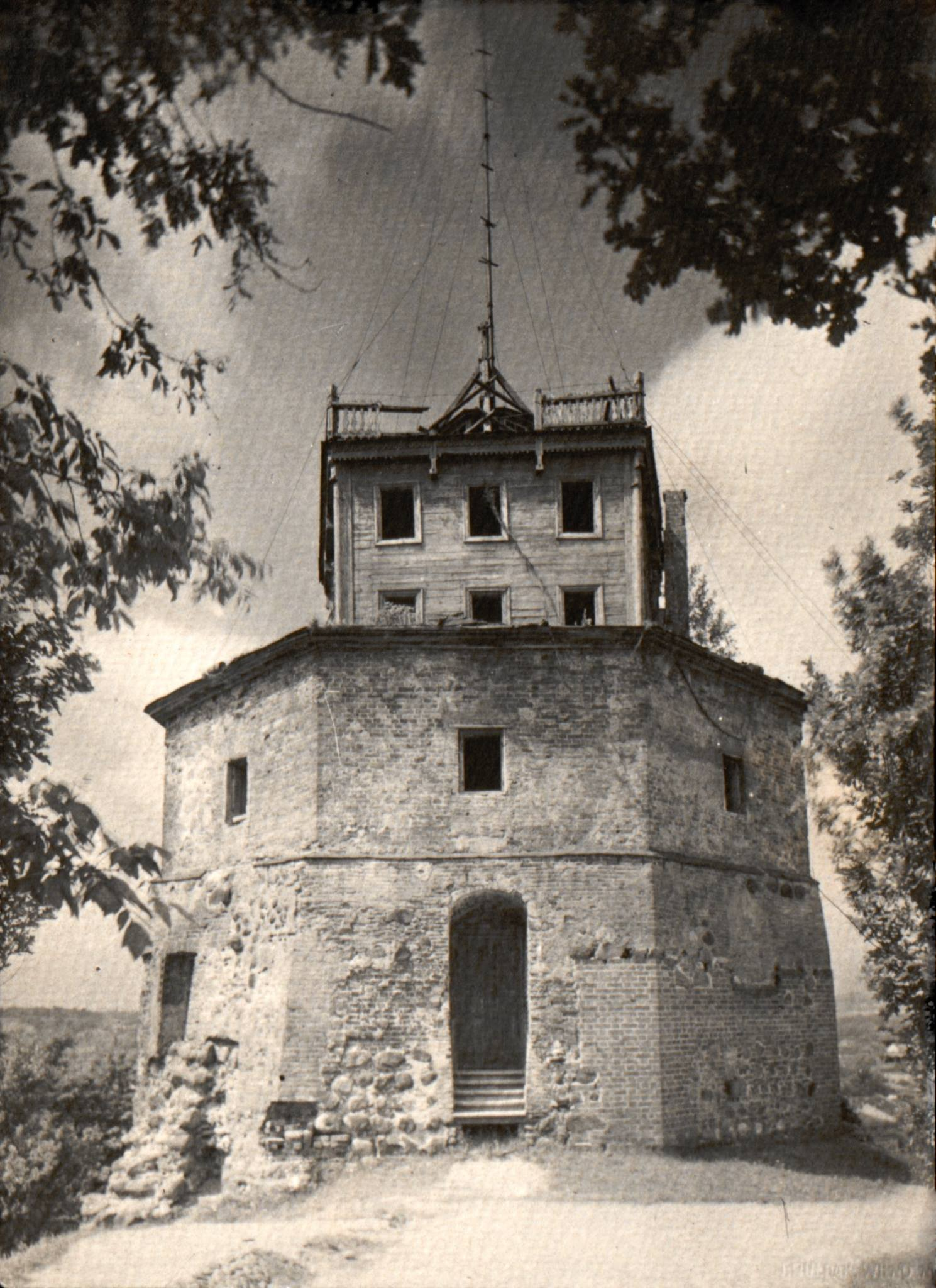
1912
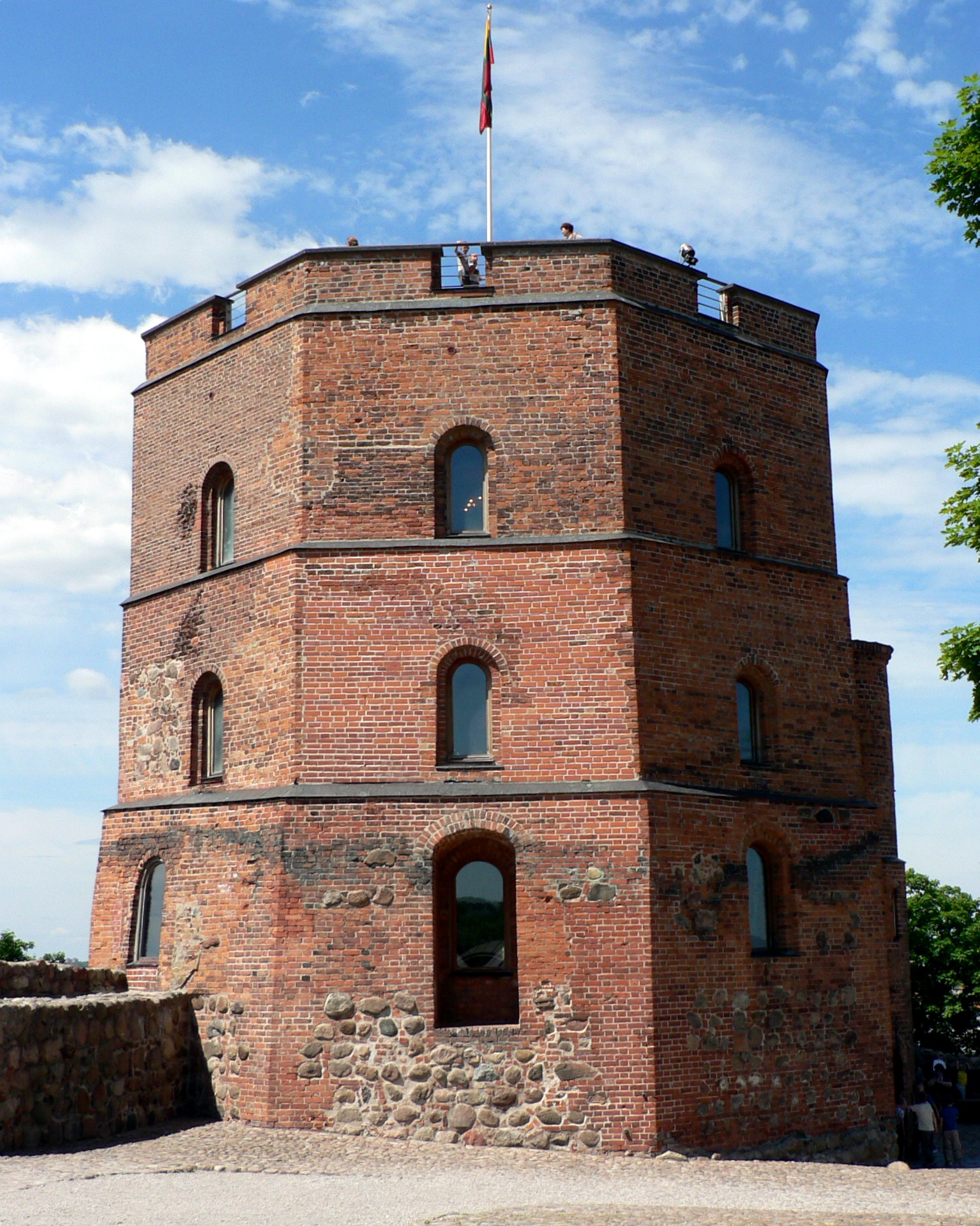
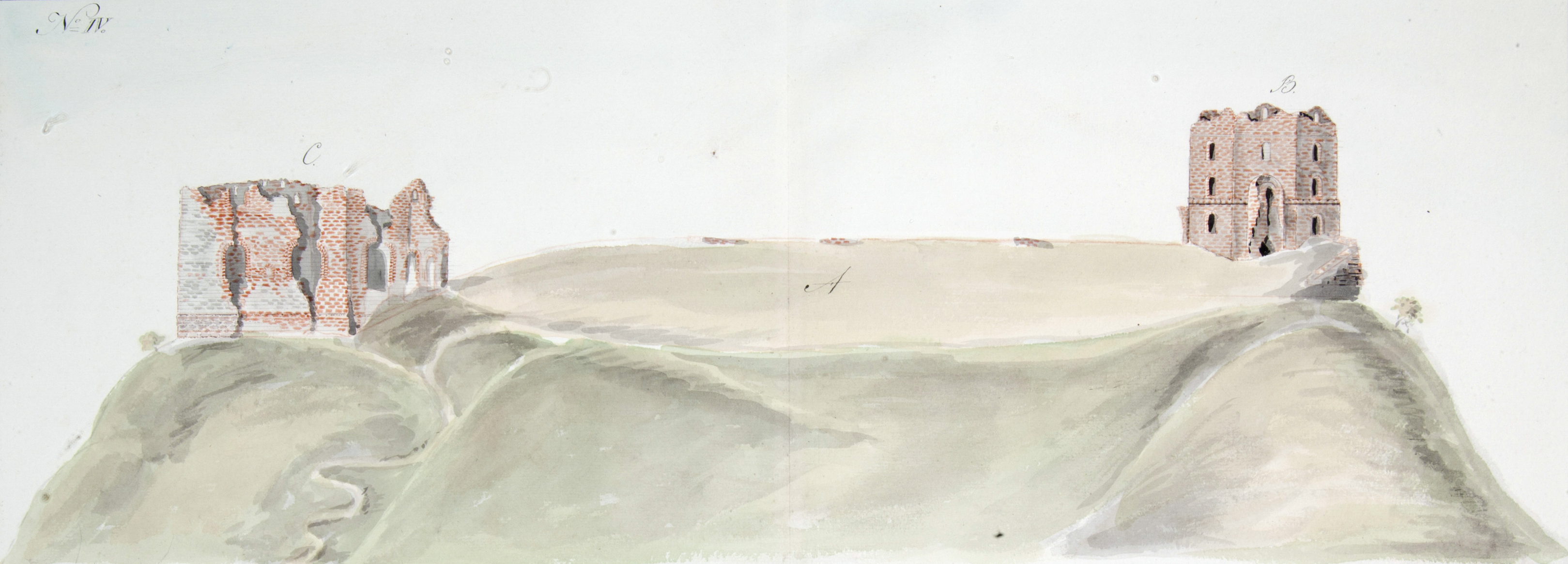
1827
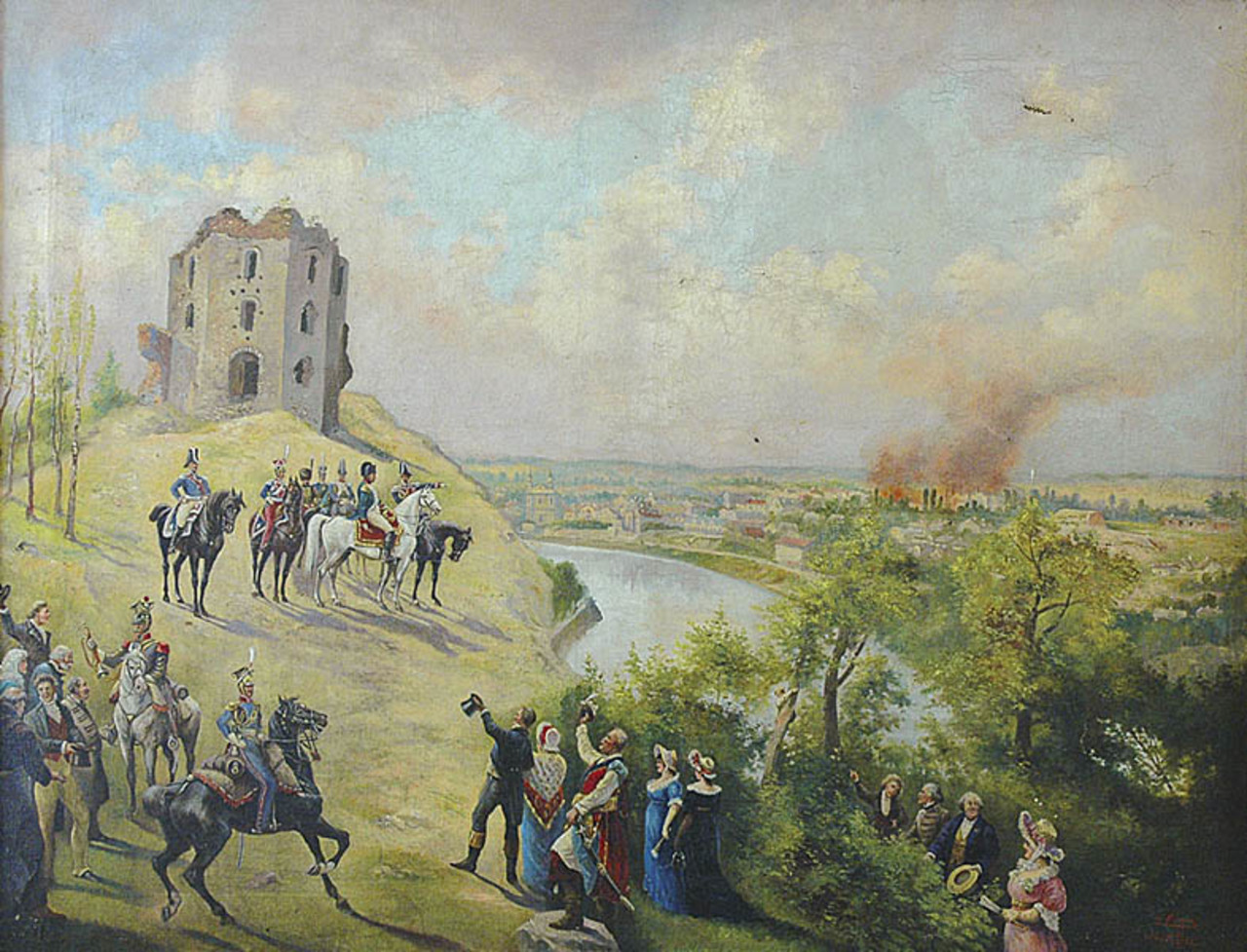
1812
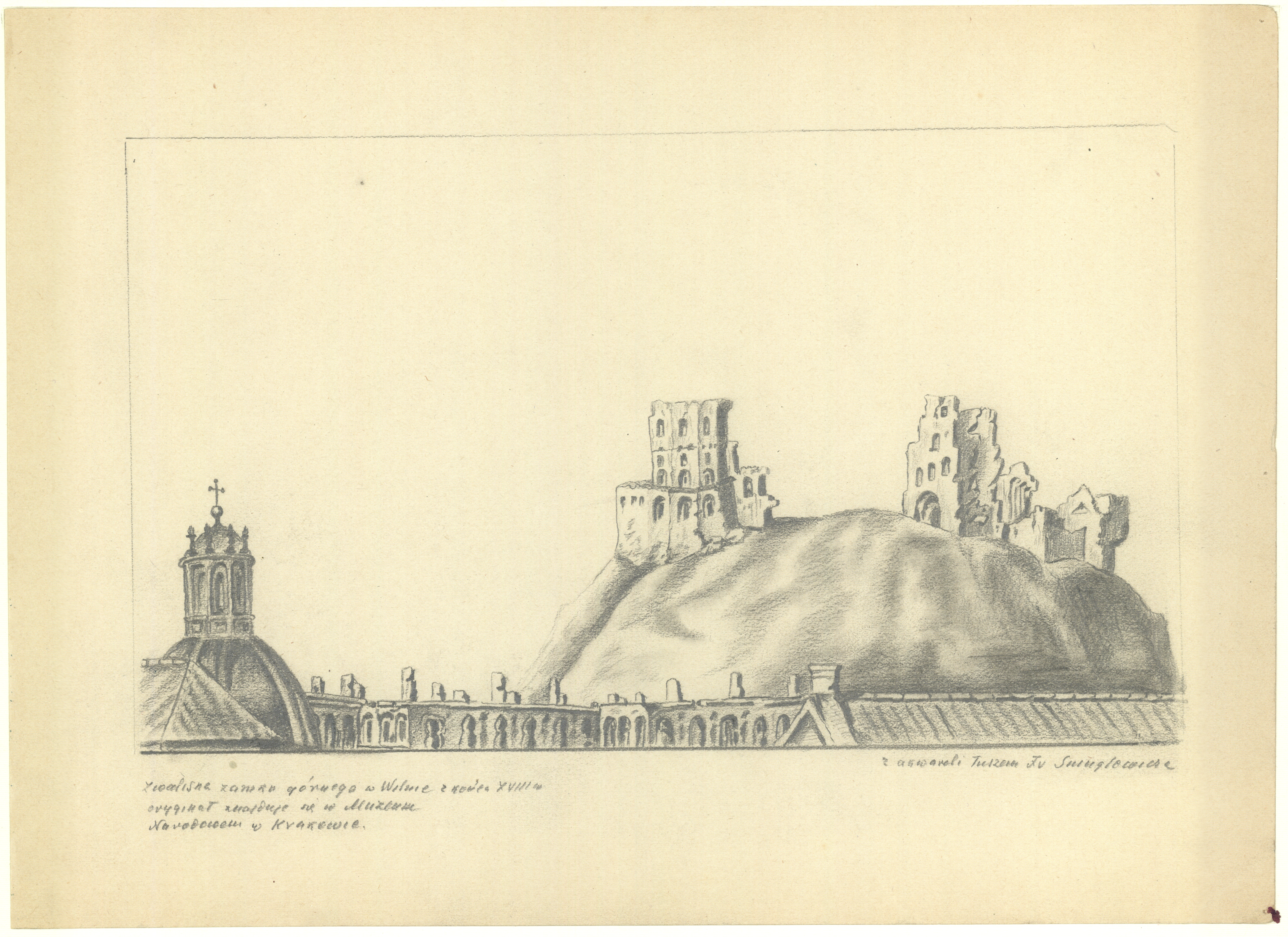
1800

## Muzeum Zamku Górnego
Od 1960 w Wieży Giedymina mieści się Muzeum Zamku Górnego, w którym można obejrzeć schemat bitwy pod Grunwaldem, krzyżackie sztandary i popiersie księcia Witolda, wykonane w brązie przez Vincasa Grybasa. W muzeum zgromadzono również hełmy, kolczugi, zbroje, miecze i muszkiety oraz armaty i kule armatnie. Znajdują się w nim również makiety wileńskich zamków, fotokopie grafik Franciszka Smuglewicza oraz panoramiczny plan miasta z roku 1576. Na najwyższym piętrze mieści się taras obserwacyjny, z którego można podziwiać panoramę miasta, w tym śródmieście i Pohulankę oraz widok na Wilję z przedmieściami Śnipiszki i Tuskulanum.